# Justin Lewis
Justin Lewis, né le 12 avril 2002 à Baltimore dans le Maryland, est un joueur américain de basket-ball évoluant aux postes d'ailier et ailier fort. Il mesure 1,99 m.  Il joue actuellement au Limoges CSP en Betclic Élite.

## Biographie

### Carrière universitaire
Entre 2020 et 2022, il joue pour les Golden Eagles de Marquette.

### Carrière professionnelle
Il n'est pas sélectionné lors de la draft 2022 mais signe un contrat two-way avec les Bulls de Chicago quelques jours plus tard. Il est coupé en octobre 2022 à cause d'une rupture des ligements croisés.
Début mars 2023, il s'engage à nouveau avec les Bulls de Chicago via un contrat two-way.

## Statistiques

### Universitaires
| Saison    | Équipe    | Matchs | Titul. | Min./m | % Tir | % 3pts | % LF | Rbds/m. | Pass/m. | Int/m. | Ctr/m. | Pts/m. |
| --------- | --------- | ------ | ------ | ------ | ----- | ------ | ---- | ------- | ------- | ------ | ------ | ------ |
| 2020-2021 | Marquette | 21     | 1      | 21.0   | .417  | .219   | .577 | 5.4     | .8      | .4     | .7     | 7.8    |

## Palmarès
- First-team All-Big East (2022)
- Big East Most Improved Player (2022)